# سالثيدا دي كاسيلاس
بلدية سالثيدا دي كاسيلاس (بالإسبانية: Salceda de Caselas) هي بلدية تقع في مقاطعة بونتيفيدرا التابعة لمنطقة غاليسيا شمال غرب إسبانيا.

## الديموغرافيا
يبلغ عدد سكان بلدية سالثيدا دي كاسيلاس 8.665 نسمة عام 2011 (وفقاً للمعهد الوطني للإحصاء الإسباني).
| 6.074 | 6.019 | 6.543 | 7.176 | 7.686 | 8.289 | 8.665 |

## أعلام
- دينيس سواريز